# Sorpresa de Tambo Nuevo
La sorpresa de Tambo Nuevo, conocida como hazaña de los Tres Sargentos fue una exitosa acción de caballería llevada a cabo por una partida de Dragones del Ejército Auxiliar entre el 23 y el 25 de octubre de 1813, en el curso de la segunda expedición auxiliadora al Alto Perú durante la guerra de Independencia de la Argentina. Los jinetes incursionaron en primer lugar el cuartel general del coronel realista Saturnino Castro en Yocalla, para luego atacar el puesto avanzado de Tambo Nuevo.

## Situación
Después de la derrota del general Manuel Belgrano en la Batalla de Vilcapugio, el 1 de octubre de 1813, el grueso del Ejército del Norte se retiró hacia el este, acampando tras varios días de marchas forzadas en Macha. Las pérdidas en hombres y material habían sido considerables, sobre todo en lo que hace a la artillería. No obstante, Belgrano comenzó a reforzar sus desmoralizadas y exhaustas tropas con el apoyo de patriotas locales que se sumaron a sus filas y le proveyeron vituallas. Pese a su reciente victoria, la situación de los realistas distaba de ser mejor. El general Joaquín de la Pezuela había perdido más de 200 hombres en  Vilcapugio, junto con un buen número de mulas y caballos, único medio de transporte viable en el terreno escarpado del altiplano. Una parte del ejército de Belgrano se retiró a la villa de Potosí, bajo el mando del general Eustoquio Díaz Vélez. A mediados de octubre, Potosí se hallaba asediada desde el norte por un escuadrón realista, comandado por el coronel Saturnino Castro, quien se había apoderado del pueblo de Yocalla. El camino entre las fuerzas de Díaz Vélez y las de Belgrano estaba controlado por el enemigo.

## Reconocimiento de Yocalla
Mientras reorganizaba sus fuerzas en Macha, Belgrano ordenó a sus mejores oficiales diversas tareas de reconocimiento del campamento realista. Uno de ellos, el joven teniente Gregorio Aráoz de Lamadrid, fue elegido para una misión en el cuartel general enemigo en Yocalla. Lamadrid encabezaba una partida de cuatro dragones y un guía indígena. El grupo llegó a acercarse a unos 400 m del campamento, tras una noche en la que se produjo una intensa nevada. Allí sorprendieron una patrulla realista que marchaba en la nieve, haciéndose de cinco prisioneros, que fueron enviados inmediatamente a Macha. La presencia y posterior retirada de Lamadrid no fue advertida por los hombres de Castro. Sin embargo, un grupo de milicianos locales leales a Pezuela hostigaron su paso a través de la quebrada de Tinguipaya, e informaron a Castro acerca de la ruta de los jinetes. Cuando los cautivos fueron llevados ante Belgrano, éste reconoció a dos de ellos -un cabo y un soldado raso- como parte del ejército realista que al mando de Pío Tristán se había rendido en Salta. Estos hombres habían jurado no volver a tomar sus armas en contra de los ejércitos independentistas. Belgrano ordenó que fueran fusilados inmediatamente por la espalda. Sus cuerpos fueron decapitados, y sus cabezas, junto con un refuerzo de ocho dragones, le fueron enviadas a Lamadrid, quien todavía se encontraba al acecho del enemigo.

## Tambo Nuevo

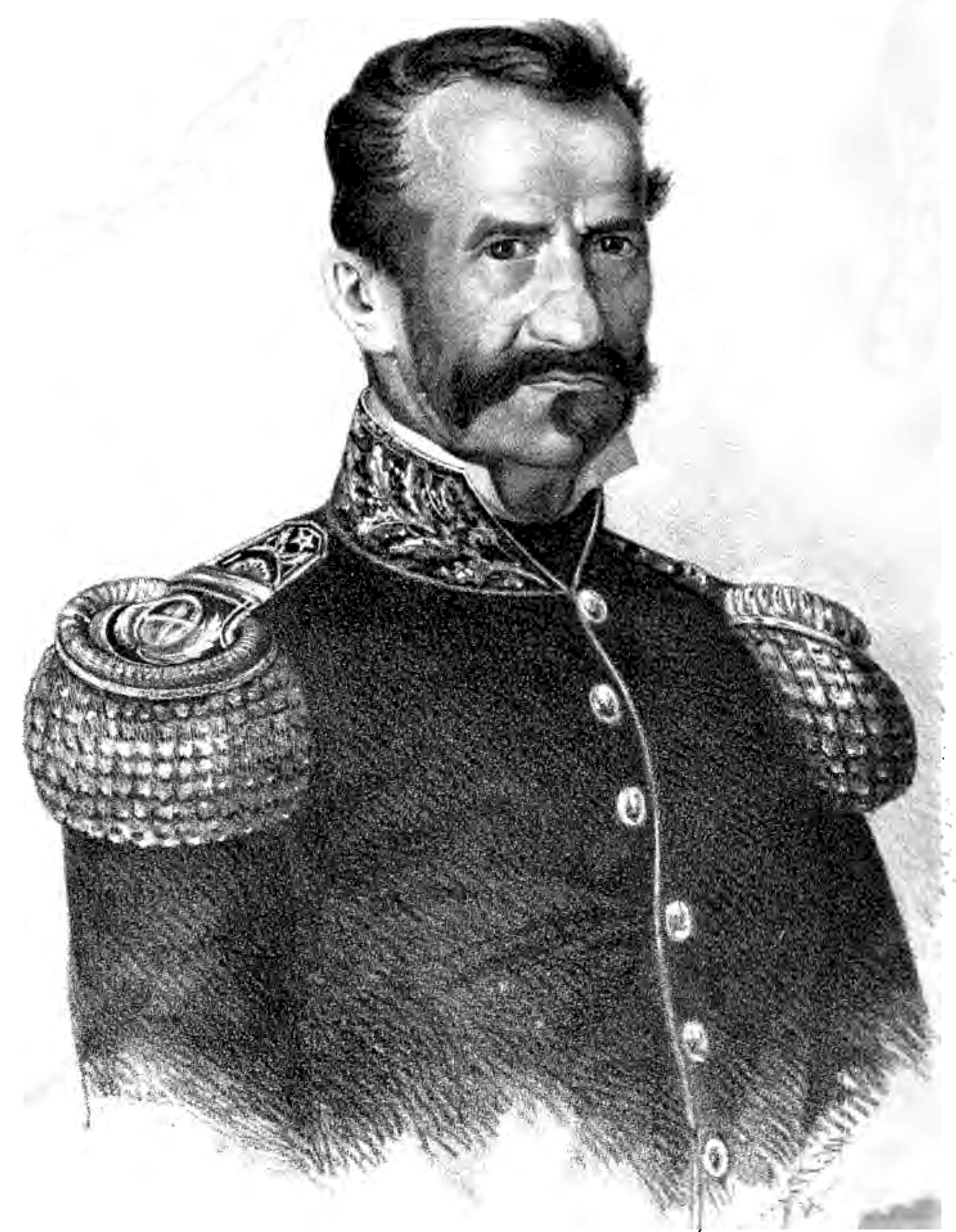
Gregorio Aráoz de Lamadrid.

Lamadrid sabía que Castro, cuyos informantes locales lo tenían al tanto de los movimientos de su partida, había dispuesto que una compañía le preparase una emboscada en la posta de Tambo Nuevo, un puerto de montaña ubicado a unos 25 km al norte de Yocalla. En la noche del 24, Lamadrid y sus hombres escalaron una cuesta detrás de la posta. A la cabeza iban tres soldados como exploración avanzada. Ellos fueron los primeros en llegar a la posición realista. Allí se toparon con un rancho de adobe donde pastaban 50 caballos, mientras que otro rancho estaba custodiado por un centinela. Entre los tres dominaron al custodio y penetraron en el edificio, donde sorprendieron a otros diez hombres durmiendo. Los once fueron tomados prisioneros, aunque más tarde uno de ellos -un sargento- logró escabullirse y dar la alarma. El resto de la sorprendida compañía, pensando que estaban siendo atacados por fuerzas superiores, permanecieron dentro de su refugio, a la vez que intercambiaban disparos con los atacantes. 
Al amanecer, Lamadrid inició el regreso a Macha con los 10 prisioneros y las armas capturadas. Los tres soldados fueron ascendidos a sargentos por Belgrano, con el título honorífico de Sargentos de Tambo Nuevo.

## Consecuencias
La incursión tuvo el efecto inesperado de obligar a los realistas a levantar su asedio a Potosí. Castro, convencido de que su escuadrón estaba siendo acechado por una fuerza combinada de 200 soldados, decidió retirarse a Condo, cuartel general de Pezuela. Su retirada permitió a las tropas del general Díaz Vélez reunirse con el ejército de Belgrano en Macha. La caballería de Lamadrid, una vez despejado el camino de enemigos, alcanzó el sitio donde había tenido lugar la Batalla de Vilcapugio, donde halló los cuerpos sin vida de varios camaradas, a los que dio cristiana sepultura. En ese lugar erigió dos picas, donde clavó las cabezas de los realistas ejecutados por Belgrano. Un cartel fue colocado en las picas con la leyenda por perjuros.